# Volkswagen Polo VI
La Volkswagen Polo VI è un'autovettura prodotta dalla casa automobilistica tedesca Volkswagen dal 2017.
Si tratta della sesta generazione della Polo.

## Profilo e contesto

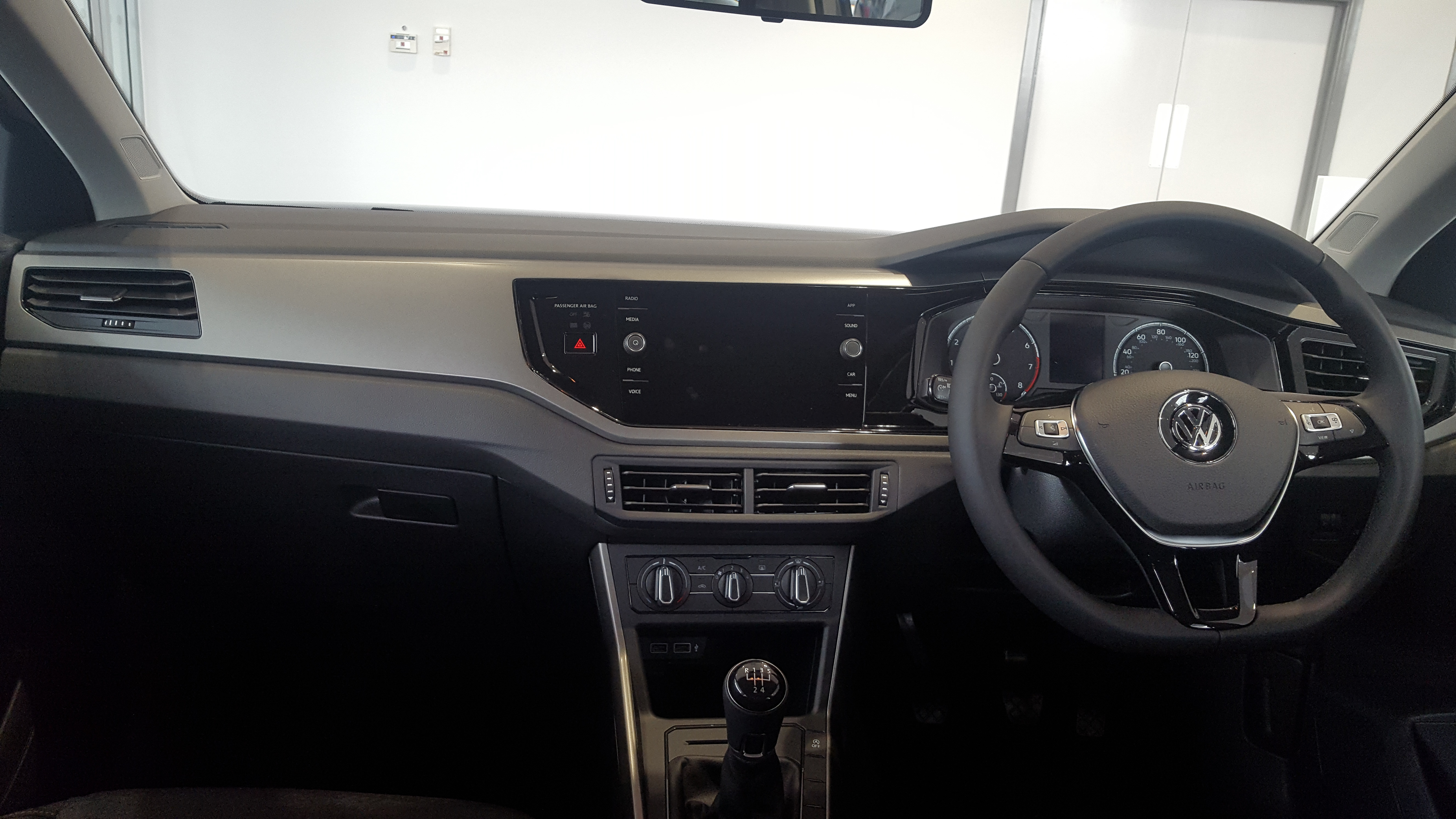
Interni

La sesta generazione della Volkswagen Polo ha maggiori dimensioni e adotta la nuova piattaforma MQB. Grazie a questo nuovo pianale, la Polo cresce in lunghezza di 8,1 centimetri (4,05 metri), la stessa della Golf III. Anche il passo aumenta, di 9,4 cm, a vantaggio dell'abitabilità e della capienza del bagaglio. Disponibile esclusivamente in versione 5 porte, il vano bagagli passa dai 280 litri della quinta serie a 351. Oltre l'abitacolo rimodernato dove si trova  al centro della plancia un display dell'infotainment che va da 6,5 a 8 pollici, all'interno esordisce l'Active Info Display e la strumentazione interamente digitale, entrambi disponibili solo nella versione Highline.
Per quanto riguarda i motori, inizialmente erano previste motorizzazioni a 3 e 4 cilindri che vanno dal 1.0 MPI da 65 cavalli, al 2.0 TSI 200 CV della GTI, passando per le varie declinazioni di potenza e per il diesel 1.6 da 80 o 95 CV. Tuttavia, nel maggio 2019, Volkswagen aggiorna i listini della Polo, rimuovendo il propulsore diesel da 80 CV.

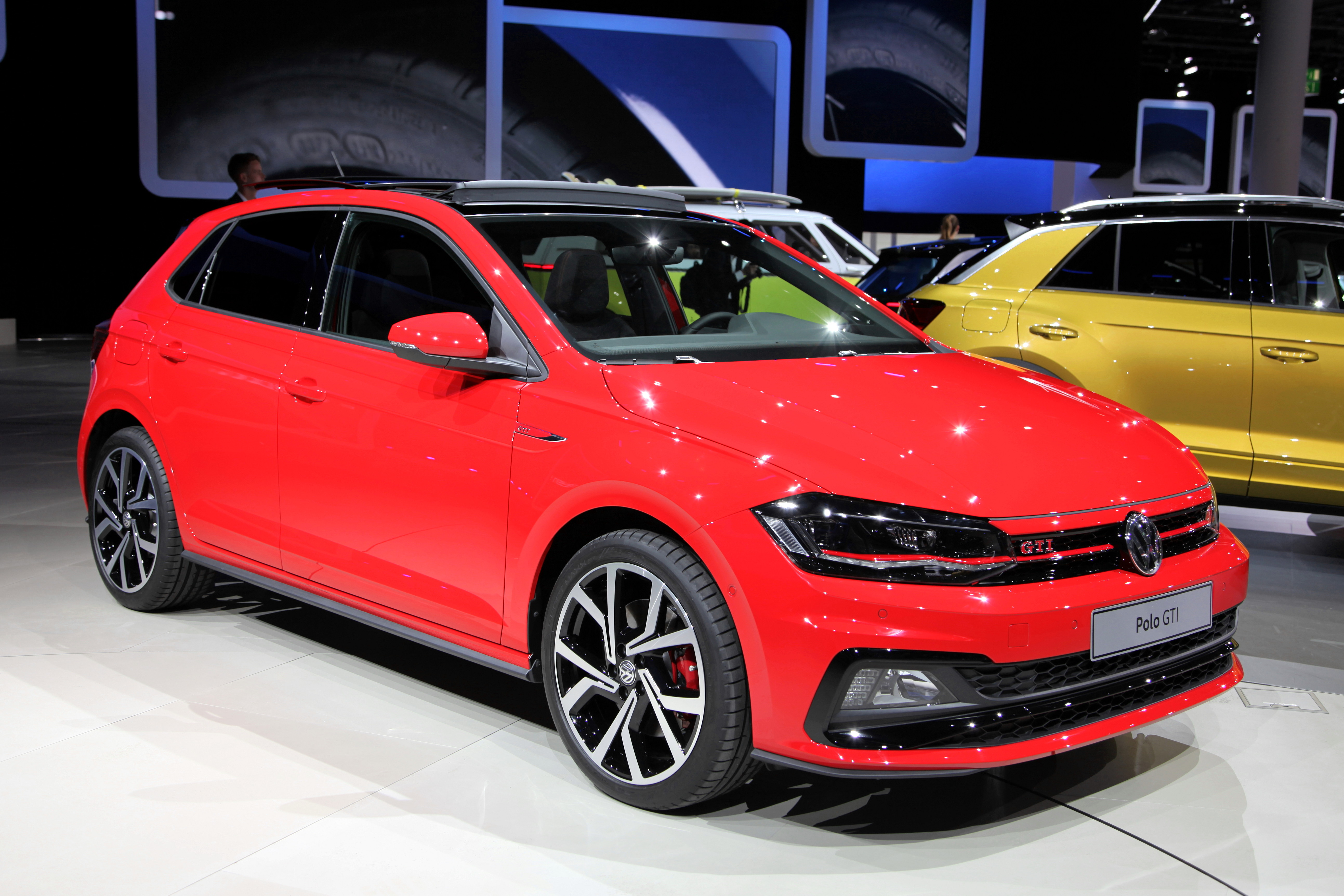
Polo GTI

Inoltre, la sesta generazione viene equipaggiata in un primo momento con nuovi propulsori TGI alimentati a metano. Tuttavia, dopo pochi mesi, quest'ultima motorizzazione non risulta più ordinabile, tornando nuovamente disponibile solo durante il 2019, con l'aggiunta di una terza bombola che aumenterà l'autonomia dell'utilitaria.
Tre gli allestimenti disponibili ad inizio produzione: dalla più economica Trendline, si sale verso la Comfortline per giungere alla più accessoriata Highline. Da maggio 2019, l'allestimento Trendline non viene più commercializzato (ad esclusione di Polo TGI) e viene introdotto un altro nuovo allestimento, collocato tra Comfortline e Highline: la versione Sport, equipaggiata già di serie col pacchetto sportivo R-Line, quest'ultimo precedentemente disponibile di serie solo sull'allestimento Highline.

## Restyling 2021

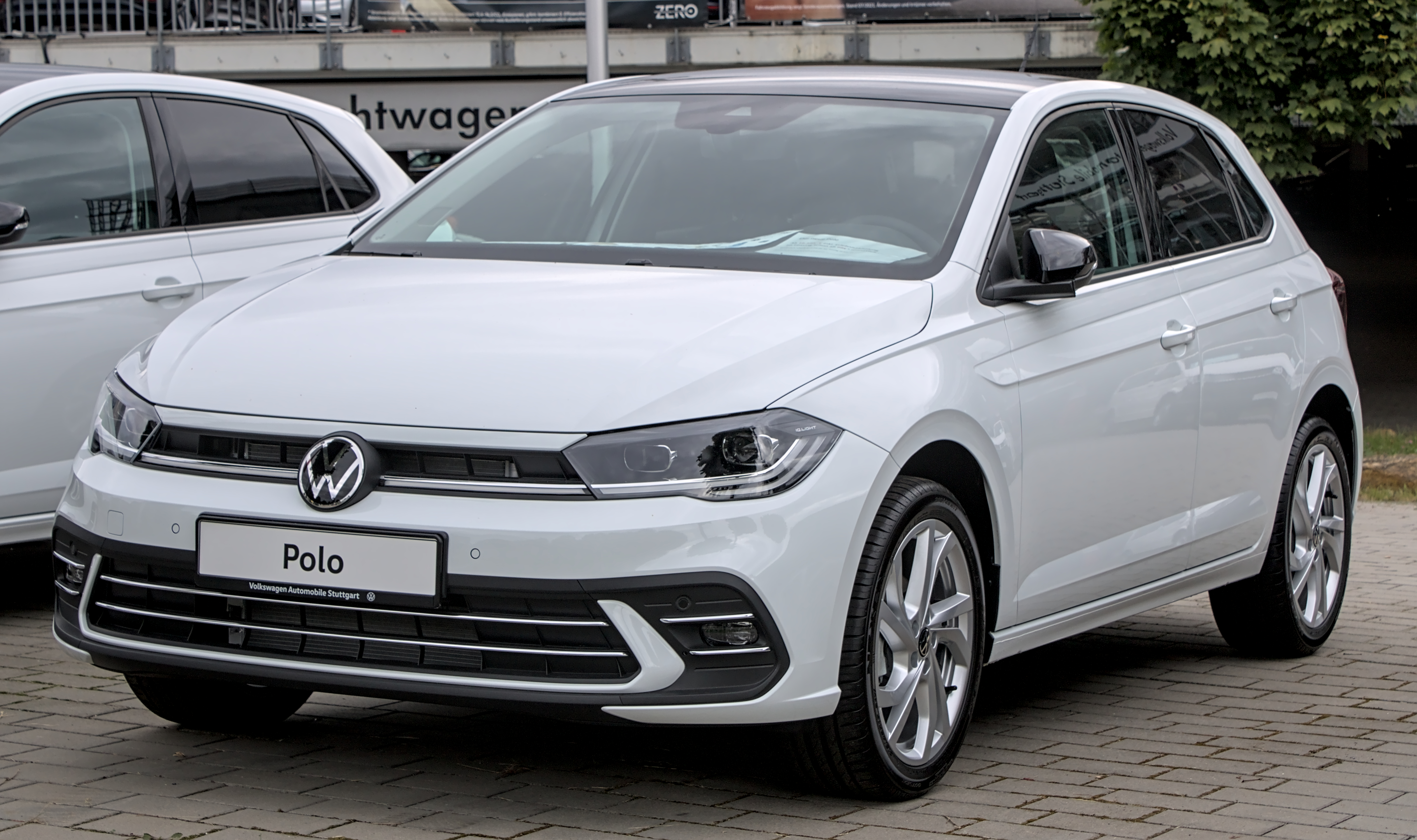
Volkswagen Polo VI restyling 2021

Il 22 aprile 2021 viene annunciato il restyling. Gli interni sono stati rinnovati, con l'infotainment aggiornato con l'aggiunta di funzioni di connettività in rete grazie a una Online Connectivity Unit con eSIM integrata. Sono disponibili quattro differenti versioni del sistema multimediale: Composition Media con display da 6,5" (di serie per Polo e Life), Ready2Discover con display da 8,0" (di serie per Style e R-Line), Discover Media con display da 8,0" e, per la prima volta in formato 9,2 pollici, Discover Pro.

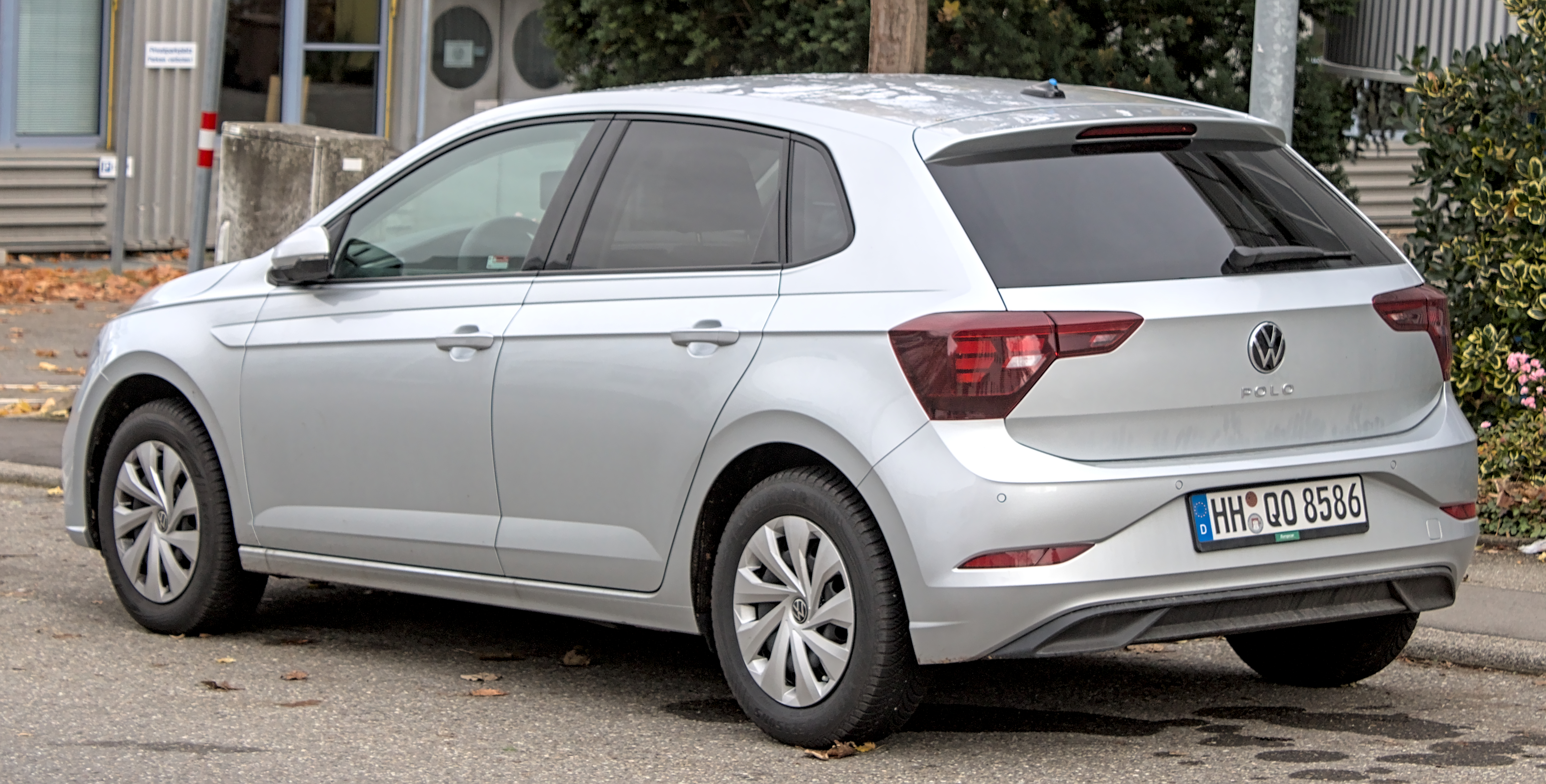
Volkswagen Polo VI restyling 2021

Il tachimetro analogico è stato sostituito dall'Active Info Display anche sugli allestimenti base ed il pannello dei comandi del climatizzatore elettrico (su richiesta) è stato aggiornato con un display touch screen, eliminando l'utilizzo dei tasti fisici. Anche il volante ha subito un aggiornamento, adottando il design già utilizzato nei modelli Golf, T-Roc e T-Cross. 
Per quanto riguarda l'esterno, la Polo è dotata di nuovi fanali che negli allestimenti più accessoriati sono dotati di una fascia LED che collega i due proiettori anteriori, anch'essi con tecnologia a diodi luminosi. Le luci posteriori si estendono fino al portellone, anche questi a tecnologia a LED. Anche i paraurti sono stati rivisti: quello posteriore è dotato di una coppia di catadiottri, mentre quello anteriore perde la coppia delle luci diurne, implementandole nel fato superiore.
I propulsori sono gli stessi della versione pre-restyling, quindi solo benzina (aspirato o turbo) o metano.
Anche gli allestimenti sono stati oggetto di un aggiornamento per quanto riguarda la loro nomenclatura: ad eccezione della R-Line, le versioni Trendline, Comfortline e Highline sono state ridenominate rispettivamente Polo, Life e Style. L'aggiornamento ha coinvolto anche la versione sportiva GTI, che ha beneficiato delle medesime modifiche in aggiunta a un paraurti anteriore dal nuovo disegno con fari fendinebbia dalla forma esagonali e ha adottato una versione aggiornata del motore 2.0 litri che guadagna un sistema di doppia iniezione diretta/indiretta con 8 iniettori e 7 CV in più, portando la potenza totale a 207 CV..

## Produzione
La produzione in Europa è terminata il 2 luglio 2024, mentre continuerà a essere prodotta in Sudafrica.

## Motorizzazioni
| Modello        | Disponibilità    | Motore         | Cilindrata (cm³) | Potenza         | Coppia Max (Nm) | Emissioni CO2 (g/km) | 0-100 km/h (secondi) | Velocità max (km/h) | Consumo medio (km/l) |
| 1.0/65 CV      | dal 2017 al 2019 | Benzina        | 999              | 48 kW (65 CV)   | 93              | 129-108              | 16,1                 | 164                 | 17,5                 |
| 1.0/80 CV      | dal 2017         | Benzina        | 999              | 59 kW (80 CV)   | 93              | 131-110              | 14,9                 | 170                 | 17,2                 |
| 1.0 TSI/95 CV  | dal 2017         | Benzina        | 999              | 70 kW (95 CV)   | 175             | 120-104              | 10,8                 | 187                 | 18,9                 |
| 1.0 TSI/115 CV | dal 2017         | Benzina        | 999              | 85 kW (116 CV)  | 200             | 126-107              | 9,5                  | 200                 | 17,9                 |
| 1.5 TSI/150 CV | dal 2019         | Benzina        | 1498             | 110 kW (150 CV) | 250             | 116                  | 8,2                  | 216                 | 18,2                 |
| 2.0 TSI GTI    | dal 2017         | Benzina        | 1984             | 147 kW (200 CV) | 320             | 159-138              | 6,7                  | 238                 | 14,3                 |
| 1.0 TGI        | dal 2019         | Benzina/Metano | 999              | 66 kW (90 CV)   | 160             | 105-91               | 11,9                 | 183                 | 16,9                 |
| 1.6 TDI/80CV   | dal 2017 al 2019 | Diesel         | 1598             | 59 kW (80 CV)   | 230             | 127-97               | 12,9                 | 175                 | 20,4                 |
| 1.6 TDI/95CV   | dal 2017 al 2020 | Diesel         | 1598             | 70 kW (95 CV)   | 250             | 128-97               | 11,2                 | 185                 | 20,4                 |